# Nißmitz (Adelsgeschlecht)

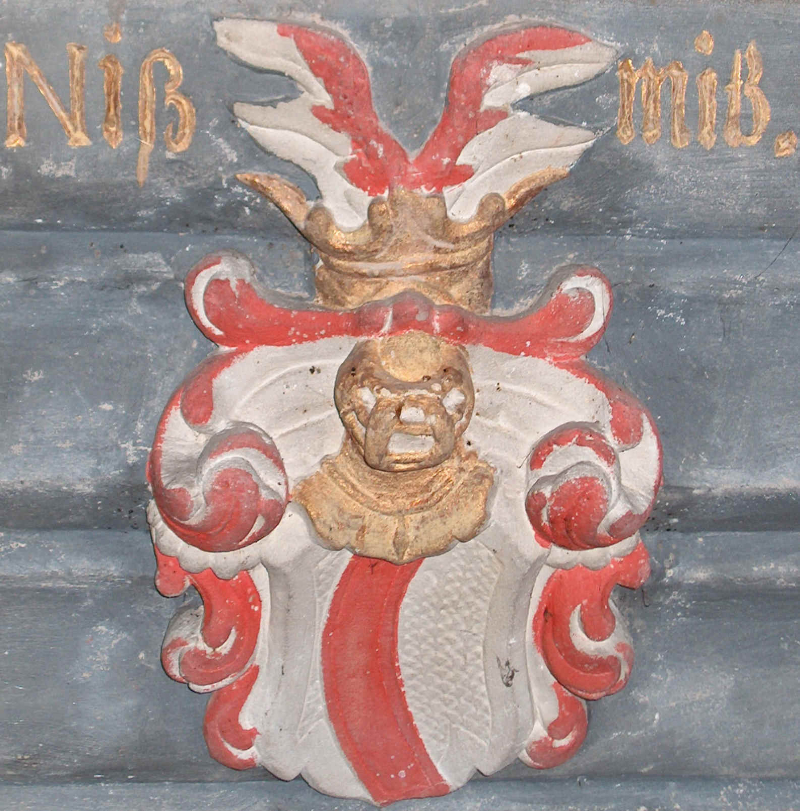
Wappen derer von Nißmitz in der Kirche von Kirchscheidungen

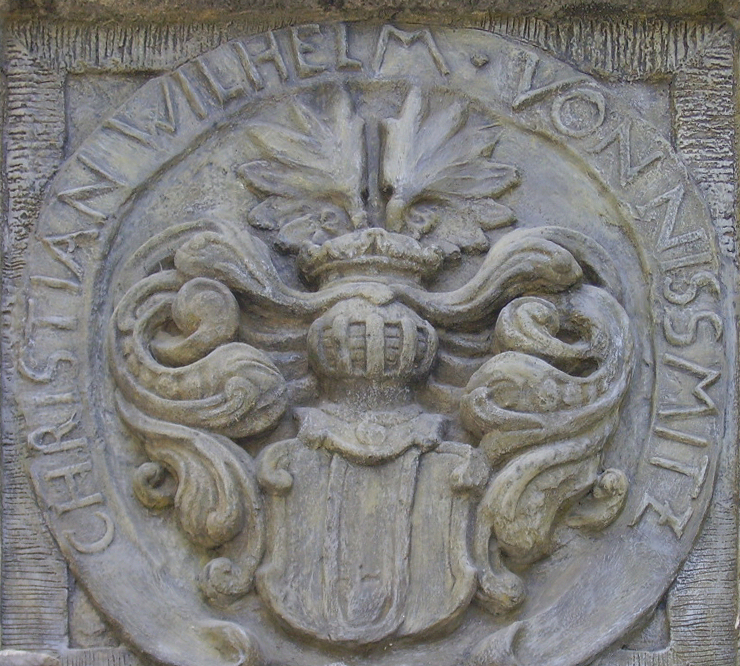
Wappen derer von Nißmitz am Rittergut Weischütz

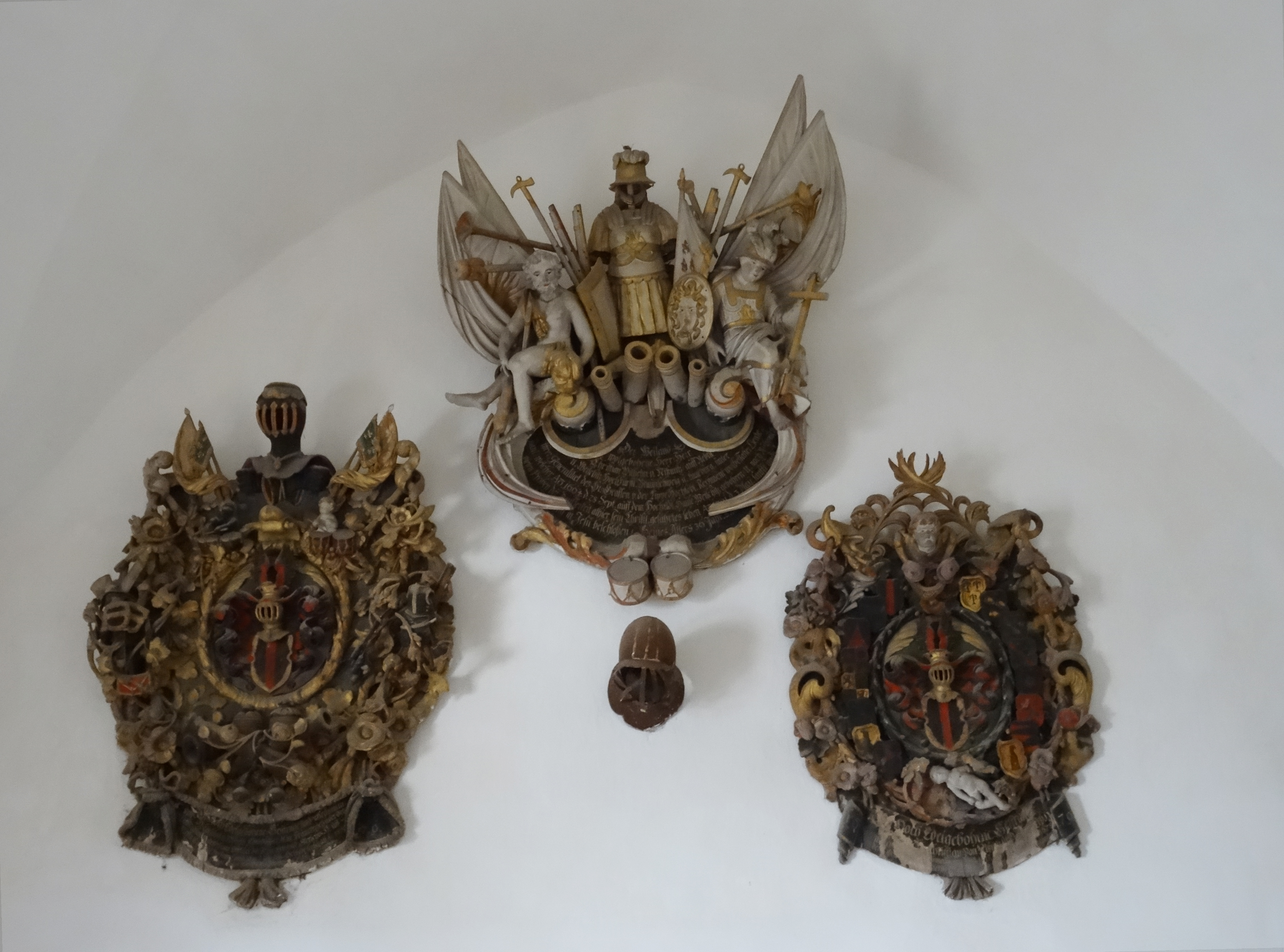
Stifter-Wappen derer von Nißmitz in der Georgskirche zu Nebra

Die Herren von Nißmitz (auch: Nismitz, Nissmitz) waren ein Adelsgeschlecht aus Thüringen und der Markgrafschaft Meißen mit gleichnamigen Stammsitz Nißmitz bei Freyburg an der Unstrut.

## Geschichte
Bertoldus de Nysmicz hatte 1349, laut Lehnsbuch des Friedrich des Strengen, Güter in Nißmitz und u. a. einen Hof auf und sieben vor der Burg Neuenburg/Freyburg nach Burgrecht. 1362 besaß Berth. de Nizzmicz noch Burglehen zu Neuenburg. 1449 hatten die von Nißmitz auch Burglehen zu Naumburg inne. Altenroda gehörte der Familie längere Zeit, wozu auch „die Gerichte über Hals und Hand, oberst und niederst, im Feld, Flur und Dorf“ gehörten.

## Besitzungen
Weiterhin hatten sie Besitzungen in Birkigt, Dobichau, Dommitsch, Freyburg, Gröst, Großjena, Mücheln, Nebra (bis 1718), Laucha an der Unstrut, Lauchstädt, Leißling, Obernessa, Pödelist, Schnellroda, Sonneberg, Weischütz und Wippach. In der Fruchtbringenden Gesellschaft war Georg von Nißmitz: Der Ausbündige. In der Stadtkirche St. Georg von Nebra befinden sich die Epitaphe des Christoph von Nißmitz († 1671) und des Christian von Nißmitz († 1678). Weitere Epitaphe aus dem 18. Jahrhundert befinden sich im Naumburger Dom. Die Familie erlosch mit dem Tod von Johann Friedrich von Nißmitz 1769.

## Wappen
Blasonierung: „Auf Silber ein roter Pfahl.“ Auf dem Helm ein offener, roter Flug mit weißen Schwungfedern. Die Decken sind Rot und Weiß.

## Persönlichkeiten
- Georg von Nißmitz (1575–1654), kursächsischer Hofmeister und Verwaltungsbeamter